# Joshua
Joshua nebo Josh je mužské křestní jméno, užívané hlavně v anglicky mluvících zemích. Jméno má hebrejský původ (Jehošua), jeho variantou jsou biblická jména Ježíš a Jozue, znamená Bůh je spása.

## Nositelé jména
- Joshua Kimmich – německý fotbalista
- Josh Groban – americký zpěvák
- Josh Hutcherson – americký herec
- Joshua Jackson – americký herec
- Josh Hartnett – americký herec
- Josh Bernstein – americký moderátor
- Josh Lucas – americký herec
- Josh Holloway – americký herec
- JC Chasez – americký zpěvák
- Joshua Radin – americký muzikant
- Joshua Paul Davis – americký DJ, známý pod jménem DJ Shadow
- Joshua Bell – americký houslista
- Joshua Harris – americký pastor
- Josh Klinghoffer – americký kytarista
- Josh Dun – americký bubeník

fiktivní postavy
- Joshua Smallweed – postava z románu Charlese Dickense Ponurý dům
- Joshua Valienté – postava ze série knih od Terryho Pratchetta Dlouhá Země
- Joshua Faraday – jedna z hlavních postav z filmu Sedm Statečných z roku 2016

příjmení
- Anthony Joshua – britský boxer